# バーゲン郡 (ニュージャージー州)
バーゲン郡（英: Bergen County）は、アメリカ合衆国ニュージャージー州にある郡である。ニューヨークのマンハッタンに隣接している。人口は95万5732人（2020年）で、州内最大である。郡庁所在地はハッケンサックである。1890年代の「ボロ設立ブーム」に誕生した中小の自治体が多い。
1990年代以降から日本人が多く住む地域でもあるが、現在は韓国系住民の方が多い。

## ブルー・ロー
バーゲン郡はアメリカ合衆国で唯一現在もブルー・ロー (w:Blue law)を遵守している自治体である。ブルー・ローは日曜日を礼拝と安息の日に定めることによって道徳意識を高めるという目的で作られた法律である。
バーゲン郡では日曜に食料品と生活最低必需品しか売ることができない。皮肉なことに、バーゲン郡にはニューヨーク周辺で最も人気のあるショッピング・スポットが数多く点在しているが、日曜にはすべて閉店している。更に皮肉なのは、バーゲン郡のブルー・ローは酒屋の営業を認めていることである。全米20位に入る巨大なショッピングモールをはじめ4つのモールを抱えるパラマスは、小売販売の売り上げが年間50億ドルを超え全米一であるが、日曜出勤も含めた「世俗的な仕事」をすべて禁止しており、郡内の他の地域よりも更に厳しいブルー・ローを課している。
また、国勢調査によると2000年度の人口は88万4118人で、全体の約9.5%ものユダヤ教徒（約8万3700人）が住んでおり、イスラム教徒は1%未満だが約6473人いる。これらの教徒は、キリスト教徒のほとんどと異なり、日曜日を安息日としていない。正統派のユダヤ教徒は、信仰のため土曜日、ブルー・ローのため日曜日、の両日とも買い物をすることができない。
しかし、何度も法律を改定しようとするも、住民投票で反対されてしまう。宗教的な理由ではなく、店舗の営業日や営業時間がますます伸びることを嫌って、あるいは他の日は交通渋滞が大変に酷いため日曜日に激減する交通量を歓迎して、という理由が多い。実際、ブルー・ロー維持の最大目的はバーゲン郡住民が平和で静かな一日を過ごすためといわれている。特にバーゲン郡における最大級モールが集中し、土曜日には大渋滞を起こす州道4号線と州道17号線が通っているパラマスの住民は閑静な日曜を望む気持ちが非常に高い。

## 教育
バーゲン郡にある大学:
- バーゲン・カウンティ・コミュニティ・カレッジ (w:Bergen Community College) - パラマス
- バークレーカレッジ - パラマス
- ドーバー・ビジネス大学 (w:Dover Business College) - パラマス
- FDU (w:Fairleigh Dickinson University) - ティーネック とハッケンサック
- フェリシアン・カレッジ (w:Felician College) - Lodi と Rutherford
- ラマポ・カレッジ (w:Ramapo College) - マーワー

バーゲン郡には45の公立高校と21の私立高校がある。

## 都市
| - ハッケンサック Hackensack（郡庁所在地） - イングルウッド Englewood - ガーフィールド Garfield - ティーネック Teaneck - マーワー Mahwah - リンドハースト Lyndhurst - リバー・ヴェール River Vale - ロッシェル・パーク Rochelle Park - サドル・ブルック Saddle Brook - サウス・ハッケンサック South Hackensack - ワシントン・タウンシップ Washington Township - ワイコフ Wyckoff - アレンデール Allendale - アルパイン Alpine - バーゲンフィールド Bergenfield - ボゴタ Bogota - カールスタッド Carlstadt - クリフサイド・パーク Cliffside Park - クロスター Closter - クレスキル Cresskill - デマレスト Demarest - デュモン Dumont - イーストラザフォード East Rutherford - エッジウォーター Edgewater - エルムウッド・パーク Elmwood Park - エマーソン Emerson - イングルウッド・クリフス Englewood Cliffs - フェアローン Fair Lawn - フェアビュー Fairview - フォートリー Fort Lee - フランクリン・レイク Franklin Lakes - グレン・ロック Glen Rock - ハリントン・パーク Harrington Park - ハズブローク・ハイツ Hasbrouck Heights | - ハウォース Haworth - ヒルズデール Hillsdale - ホーホーカス Ho-Ho-Kus - レオニア Leonia - リトル・フェリー Little Ferry (Borough) - ローダイ Lodi - メイウッド Maywood - ミッドランド・パーク Midland Park - モントベール Montvale - ムーナッシェ Moonachie - ニュー・ミルフォード New Milford - ノース・アーリントン North Arlington - ノースヴェール Northvale - ノーウッド Norwood - オークランド Oakland - オールド・タッパン Old Tappan - オラデル Oradell - パリセイズ・パーク Palisades Park - パラマス Paramus - パーク・リッジ Park Ridge - ラムゼイ Ramsey - リッジフィールド Ridgefield - リバー・エッジ River Edge - ロックレイ Rockleigh - ラザフォード Rutherford - サドル・リバー Saddle River - テナフライ Tenafly - テターボロ Teterboro - アッパー・サドル・リバー Upper Saddle River - ワルドウィック Waldwick - ワリントン Wallington - ウェストウッド Westwood - ウッドリッジ Wood-Ridge - ウッドクリフ・レイク Woodcliff Lake - リッジフィールド・パーク Ridgefield Park - リッジウッド Ridgewood |

## 隣接する郡
1. ニューヨーク州ロックランド郡 (Rockland County)（北）
2. ハドソン郡 (Hudson County)（南）
3. パサイク郡 (Passaic County)（西）
4. エセックス郡 (Essex County)（南西）

## 参照小奥目
- パリセイズ・アミューズメント・パーク (かつてあった遊園地、現在は住宅地)